# 多佛鎮區 (阿肯色州溫泉縣)
多佛鎮區（英語：Dover Township）是位於美國阿肯色州溫泉縣的一個行政鎮區。

## 地方資料
多佛鎮區的面積為51.58平方千米，當中陸地面積為51.57平方千米，而水域面積為0.01平方千米。根據2010年美國人口普查的數據，當地共有人口616人，而人口密度為每平方千米11.94人。